# The Greatest Love World Tour
The Greatest Love World Tour é il tour mondiale di debutto della cantante Whitney Houston, per pubblicizzare il suo album di bebutto Whitney Houston pubblicato nel 1985.